# Címersátor
Névváltozatok: köpenyeg (Bárczay 4.), palást (Forgon 48.), címertakaró

fr: manteau, pavillon, en: mantle, de: Wappenmantel, Thronzelt, cs: erbovný stan 

Rövidítések

Olasz királyi címer sátorral

Címersátor, a címer külső díszei közé tartozó drapéria. Hasonló a címerpalásthoz, de a tetején rojtokkal ellátott kupola van, rajta a rangkoronával. Téves az a nézet, mely címersátornak csak azt a drapériát nevezi, amelynek belsejében a pajzson kívül megtalálható a címer teljes cicomázata (sisak, sisaktakaró, sisakdísz, pajzstartók). Az egyetlen különbség a címerpalást és a címersátor között, hogy ez utóbbi tetején kupola van. A címerpalásttal együtt Philip Moreau, bordeaux-i ügyész alkotta meg (1608 körül). Előképként a trónkárpitok szolgáltak számára. Tableau des armoiries de France (1609 és 1630) című művében a francia trónpecséteket vette alapul, ahol az uralkodók feje fölött hullámzó kelmeábrázolásokat alakította át.
Felső része a baldachin. Tetején van a kupola, mely általában ornamentális díszítéssel, zsinórokkal, koronaabroncsokkal, olykor csatakiáltásokkal van ellátva
Csak a szuverén urealkodókat illette meg, akik Isten kegyelméből (Dei gratia) gyakorolták a hatalmukat, noha nem minden király és fejedelem használta (pl. a Habsburg birodalomban, Angliában). A címerpalást a nem teljesen független fejedelmeknek, főhercegeknek és főnemesi családoknak van fenntartva. Egyes heraldikusok a trónsátornak nevezik az uralkodói címersátrakat.
Petra Sancta a szuverén fejedelmek és hercegek számára a címerpalást használatát javasolta, a császárok és királyok számára pedig a címersátrat. Forrásai voltak Philip Moreau és a Sainthe-Marthe testvérek műveinek metszetei (Histoire de la maison de France, 1628).